# Tantallon vára
Tantallon vára egy, a 14. század közepéről ránk maradt erődítmény, amely 5 km-re délkeletre található North Berwicktől (East Lothian, Skócia). Egy hegyfok tetején ül, szemben a Bass Rock nevű vulkáni eredetű sziklaszigettel, a Firth of Forth öbölre, a Forth folyó tölcsértorkolatára nézve. A késő középkori függönyfalas skót várak mintájára épült tantalloni várat mindössze egy oldalról, a szárazföld felől védte várfal, a másik három oldalról a tengerpart sziklái biztosítottak természetes védelmet.
A várat a 14. század közepén építtette William Douglas, Douglas 1. grófja. Fennállása során az építmény, amelyet Douglas házasságon kívül született fiára, Angus későbbi grófjára hagyott, számtalan ostrom ellenére nagyrészt a leszármazottak birtokában maradt. Ostromolta IV. Jakab skót király 1491-ben, majd később utódja, V. Jakab 1528-ban. Ez alkalommal komoly sérüléseket szenvedett. Vívták Tantallont az első püspökháború során, 1639-ben, és nem kímélte Oliver Cromwell 1651-es skóciai inváziója sem, amikor ismét súlyos rombolásokon ment keresztül. 1699-ben a Douglasek eladták. A romot jelenleg a Historic Scotland kezeli.

## A vár kialakítása
Hegyfokon való elhelyezkedése miatt Tantallon várának konstrukciója egyedi Skócián belül. Délkeletről, északkeletről, valamint északnyugatról meredek parti sziklák nyújtanak természetes védelmet, melléjük egy viszonylag kisméretű várfal társul. Délnyugatról viszont egy erős függönyfal védi a hegyet, ez zárja le a belső udvart. A várfal a helyi vörös homokkőből készült, mindkét végén egy torony áll, közepén pedig a megerősített főkapu található. Úgy a tornyok, mint a kapu szálláshelyül is szolgáltak. Az épületek északi szárnya, amely egy termet is tartalmazott, alkotta a vár meghatározó részét. A belső udvar mérete 70x40m volt. A vár épületeinek összesített alapterülete körülbelül 1.100 m²
Tantallon vára függönyfalas kialakításával az olyan 12. századi skót várakat követte, mint Bothwell vára és Kildrummy vára. Ez volt az utolsó ilyen típusú erődítmény Skóciában, mivel ezt követően a kisebb, lakótorony jellegű építmények váltak népszerűvé. Olyanok, mint például a sokkal egyszerűbb, lakótornyos típusú Threave vára, amelyet William Douglas unokatestvére Archibald the Grim épített nagyjából ugyanabban az időben. Vannak azonban hasonlóságok Tantallon és az olyan belső udvart tartalmazó várak között, mint Doune vára, amely ugyancsak a 14. századból származik, és egy masszív lakótorony alatti átjárón keresztül közelíthető meg.

### A függönyfal

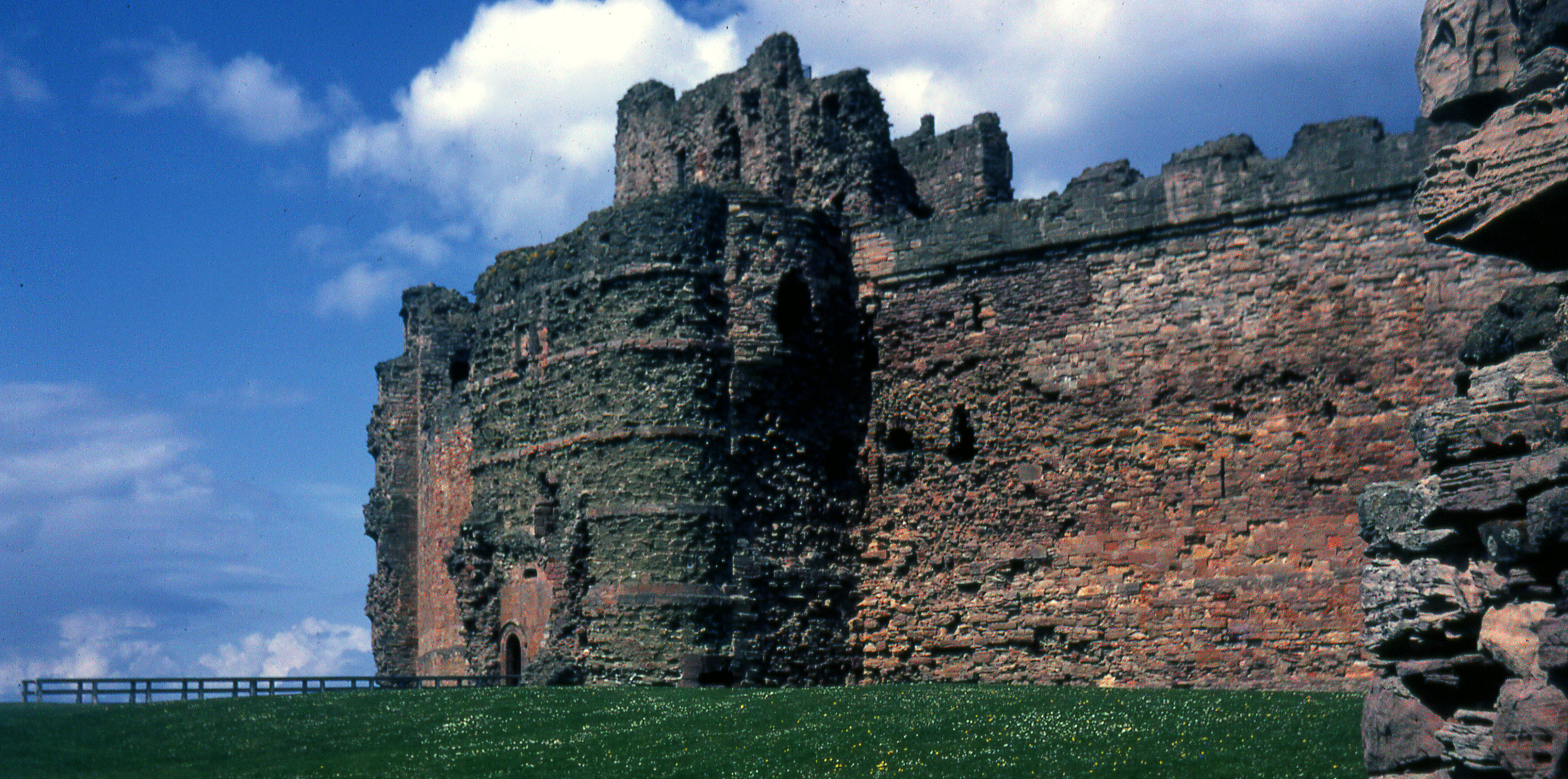
A függönyfal, közepén a várkapuval

A függönyfal több, mint 15 méter magas, 3,6 méter vastag és körülbelül 90 méter hosszú. A falban kis fülkék is találhatók, valamint boltíves tetővel ellátott lépcsők, melyeken keresztül a fal tetején húzódó gyilokjárókra lehet feljutni. A fal 16. századbeli lőrései alatti járdák összekötik a három tornyot.
A Douglas Towerként (Douglas-torony) ismert, köríves alaprajzú északnyugati torony 12 méter szélességű, annak ellenére, hogy a nyugati oldala már leomlott. A hét szintet magába foglaló építmény volt a várúr lakóhelye és közvetlen összeköttetésben állt az északi oldalon lévő nagyteremmel. A legalsó szint a börtön szerepét töltötte be, felette faácsolatú mennyezettel rendelkező szögletes szobák helyezkedtek el boltozatos kamrákkal vagy mellékhelyiségekkel.

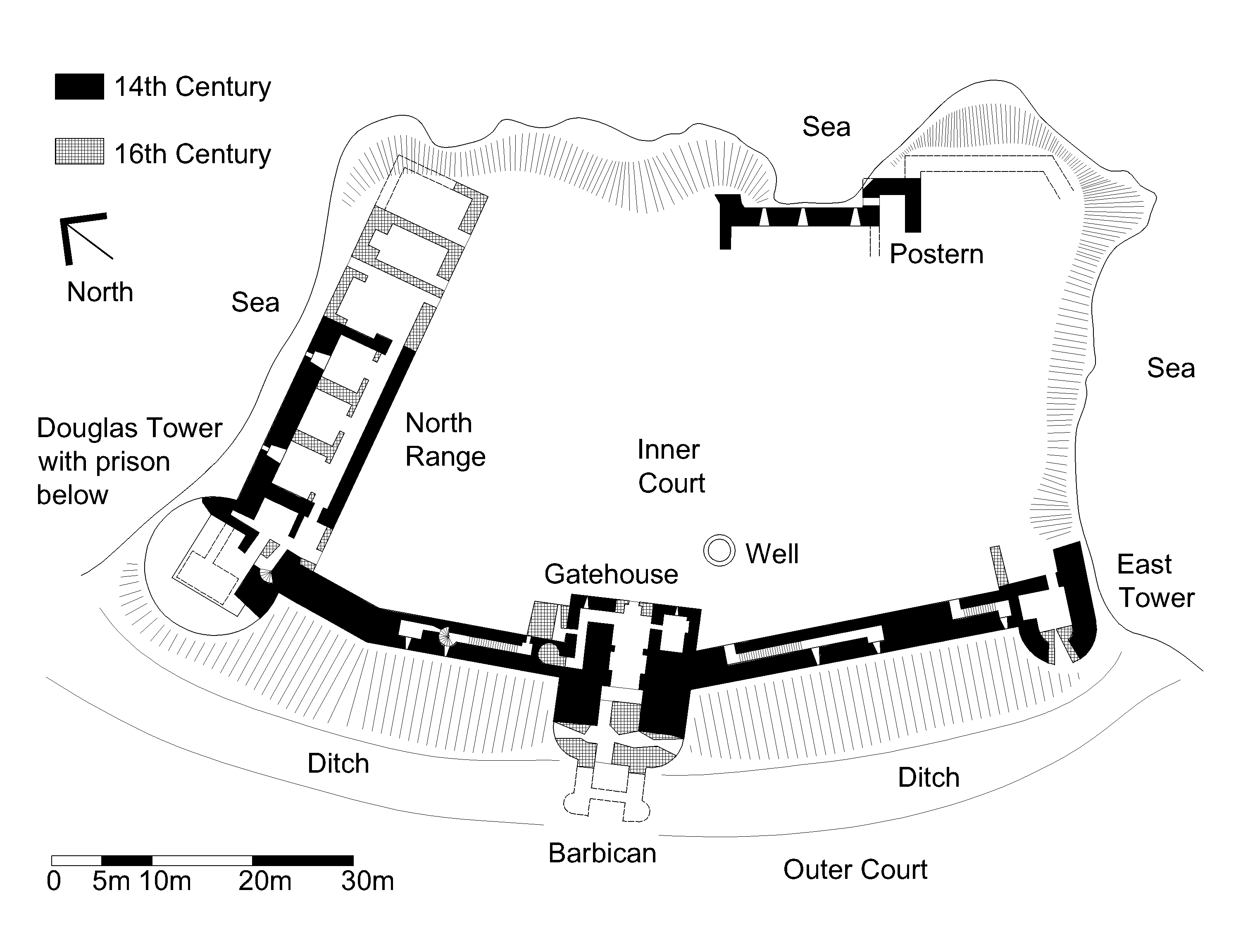
Tantallon várának belső udvara

A keleti torony „D” betűt formázott, külső oldala íves volt, a szélessége pedig 9 méter. Eredetileg ötszintesre építették, de az 1528-as ostromot követően a felső hármat kettőre redukálták, mivel a torony kőből készült boltívet kapott. Ugyanebben az időben tágas ágyúállásokat is építettek az alagsorban. A torony harmadik szintjét úgy tervezték, hogy közvetlen összeköttetést biztosítson az építendő délkeleti fal gyilokjáróihoz. Ez a fal azonban soha nem készült el.
A szögletes, központi kaputorony 13 méter széles és 24 méter magas. Négy szintjén kéményes tűzhellyel ellátott helyiségek voltak, azonban a belső falak és mennyezetek nem maradtak fenn. A főbejárat egy alsó átjárón vezetett keresztül, melyet egy felvonóhíd, három pár kapuszárny, egy ejtőrács és a külső falon, valamint az átjáró mennyezetén elhelyezett lőrések, pontosabban „ejtő-” és „öntő-”rések voltak, melyeken át a védők tovább folytathatták a hídon vagy a kapuk valamelyikén már átjutott támadók megsemmisítését. Volt két, az udvarra néző őrtorony is, továbbá egy 16. századi csigalépcső, melyen a gyilokjáróra lehetett feljutni. Eredetileg a bejárat egy csúcsíves átjárón vezetett keresztül, melyet két kerek torony fogott közre. A 14. század elején két barbakánt, vagy külső kaput is építettek védelmi jelleggel, ezeket azonban az 1528-as ostrom során lerombolták. Romjaik ma is megszemlélhetők. Az ostrom után a főkapu homlokzatát újjáépítették, a földszintre újabb ágyúállások kerültek, a bejárat pedig keskenyebb lett. Eltakarták a kerek tornyok maradványait, leszűkítették a főkaput, a kaputornyokat pedig a szögletes sarkok lekerekítésével tették erősebbé.

### A belső udvar

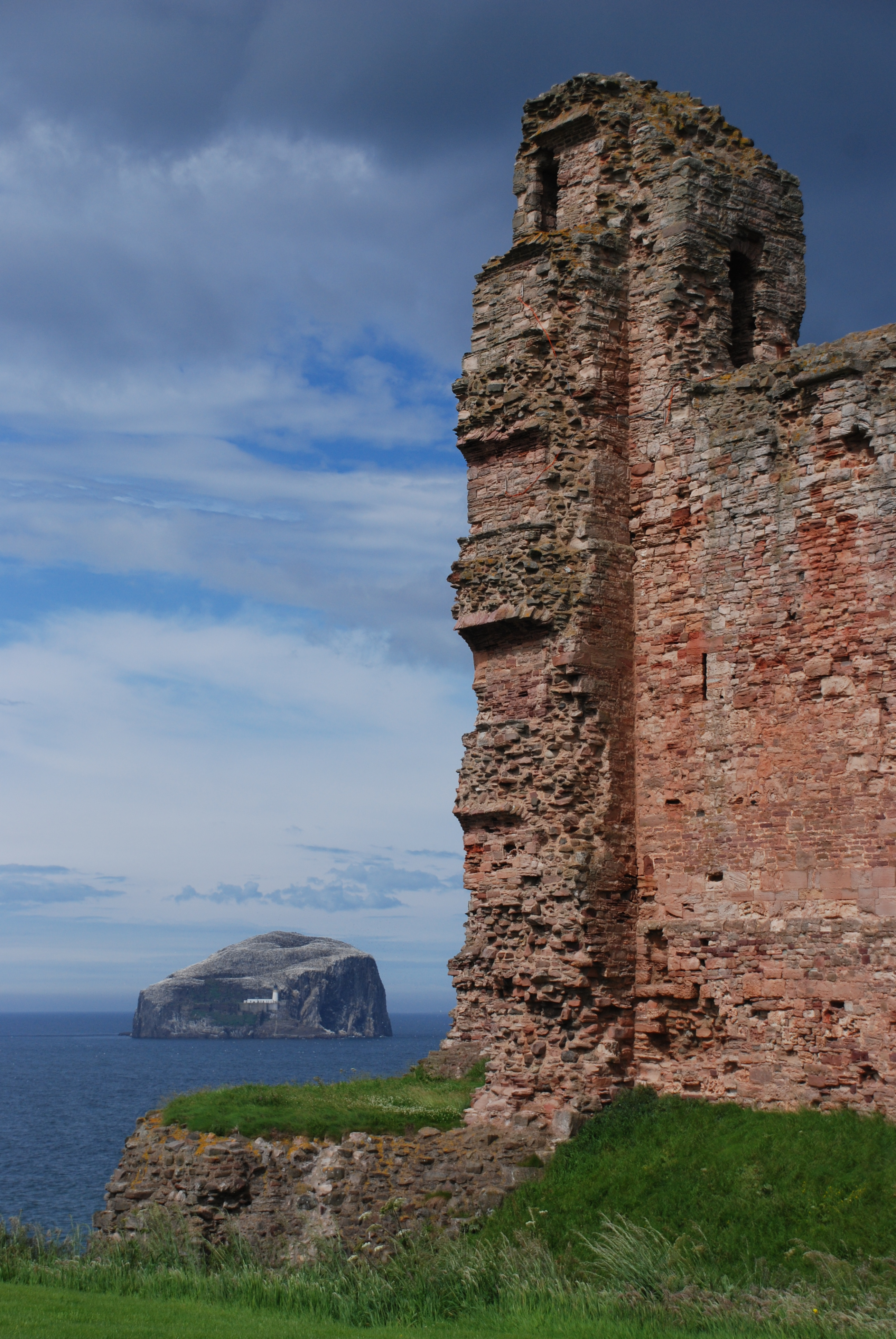
A Douglas-torony romjai, háttérben a Bass Rockkal

Az északi szárny épületei, melyek alapterülete körülbelül 10 x 40 méter, a Douglas-toronyhoz csatlakoznak. Nyugati szakaszuk a 14. századból származik és magában foglalja a várúr által használt nagyterem maradványait. Alatta volt a munkások által használt alsó terem, amelyből később két pincét alakítottak ki. A Douglas-torony belső falán jól láthatók a nagyterem csúcsos tetejének nyomai. A 16. században épített keleti szakaszban lakószobák, valamint egy pékség voltak, ezek részben a tengerbe omlottak. Az udvart határoló további várfalak közül a keleti fal egy kis szakasza maradt fenn, ebben van egy kiskapu is, amely egy sziklahasadékon keresztül a tenger elérését tette lehetővé. A kút 32 méter mély, a 19. században ásták ki újra.

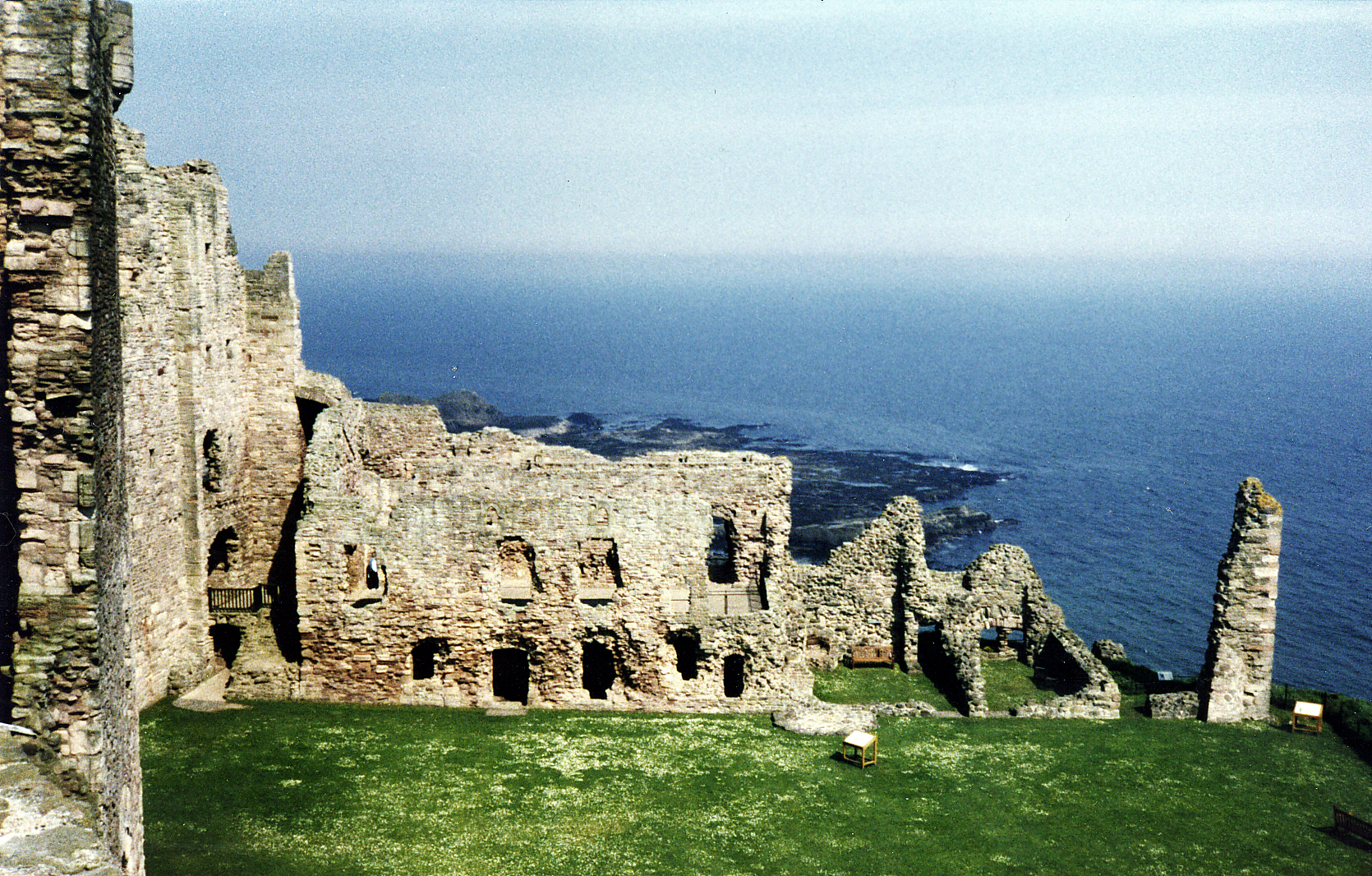
Az északi szárny, a kapu felől nézve.

### A külső udvar
Egy mély, sziklába vájt árok húzódik a függönyfal mentén, valamint ettől 100 méterrel kijjebb egy másik, külső árkot is ástak. E kettő együtt határolja a külső várudvart. A külső árokban két halom látható, melyek Charles McKean szerint 16. századi kaponier-eket (általában várak árkaiba épített védművek) rejthetnek, melyekből a védők biztonságosan tűz alatt tarthatták a sánc alját. McKean megjegyzi, hogy Sir James Hamilton of Finnart udvari hadmérnök, aki mindkét ismert skót kaponier építője (egyik Craignethan, a másik Blackness várában található), a király társaságában volt Tantallon várának 1528-as ostroma alkalmával, majd később dolgozott is a várban. Egy, a külső oldalán kővel borított sánc futott végig az árok mentén, ebből a külső falból egy körülbelül 30 méteres darab maradt ránk, mely egy kétszintes, kerek toronyban végződik. Ezt a – néhány ágyúállást is tartalmazó – tornyot az 1528-as ostromot megelőzően hozták létre. Építését valószínűleg a közeli Dunbar várának újonnan alkotott tüzérségi védművei inspirálták. A külső udvar egyetlen épülete egy 17. századi galambdúc volt. A külső árkon túl egy 17. századi ravelin, más néven pajzsgát, valamint egy harmadik, kisebb árok maradványai láthatók.

## Történelem
Egy 1300. előtti térképen látható egy várral ellátott, "Dentaloune" nevű település. Elképzelhető, hogy a név a briton Din Talgwn, azaz „tornyos erőd” kifejezésből származik. Ez idő tájt a North Berwick-i báróság – melyhez Tantallon is tartozott – Fife grófjainak birtokában volt.

### Régmúlt
1346-ban az addig franciaországi tanulmányokat folytató William Douglas visszatér Skóciába, azzal a határozott szándékkal, hogy átvegye a Douglas-ház irányítását. Elhatározásának azzal ad nagyobb nyomatékot, hogy 1353-ban megöli keresztapját és egyben nagybátyját, William Douglast, Liddesdale lovagját. 1358-ban ő lesz Douglas első grófja.
Tisztázatlan, hogyan került a kezére Tantallon, de egy 1374-es levelében a „várunk, Temptaloun” kifejezést használja. Douglas valószínűleg Izabellának, Fife grófnőjének bérlőjeként lett Tantallon várnagya, és a várat röviddel azelőtt vagy azután építhette, hogy a főrendek közé emelték. Egyfajta státuszszimbólumnak szánhatta, bár a középkori függönyfalas megoldás ekkoriban már kezdett idejétmúlttá válni és a lakótornyos erődítmények lettek egyre népszerűbbek. A Douglas család Robert Stewarttól, Fife grófjától is bérelte Tantallon földjeit 1371-től 1372-ig, amikor is Stewart lemondott a címről fia, Murdoch Stewart, Albany hercege javára. Tantallon volt az otthona William Douglas sógornőjének és egyben szeretőjének, Margaret Stewartnak, Angus 4. grófnőjének, aki William házasságon kívül született fiának, George Douglasnek, Angus 1. grófjának adott életet. 1388-ban, mikor James Douglas, Douglas 2. grófja elhalálozott, Fife grófja visszaigényelte Tantallon földjeit, azonban a grófnőt továbbra is a várban hagyta.

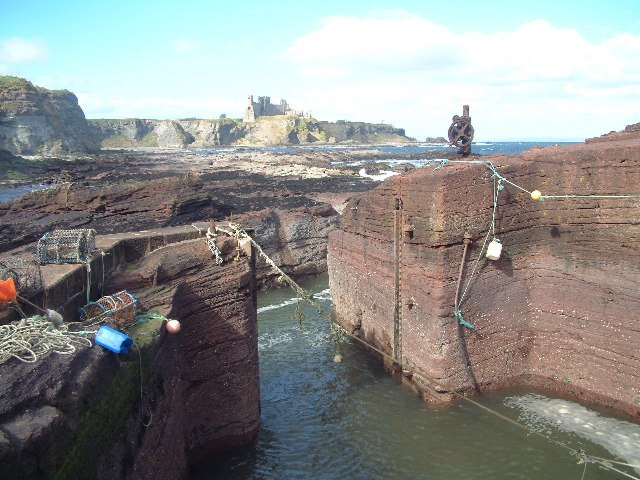
A sziklafokon álló erőd látványa Seacliff kikötőjéből nézve

1377-ben a gróf kinevezte közeli barátját Alan de Lawedre of The Basst Tantallon várkapitányává és ő e tisztséget legalább 1389-ig betöltötte.

### A Vörös Douglasek
A North Berwick-i báróság, amely Tantallont körülvette, a fife-i grófsághoz tartozott, de – a gróf kifejezett igénye ellenére – a vár teljesen átment a Douglas család birtokába, és örökül kapta George Douglas, Douglas grófjának balkézről született fia. A fiú 1389-ben anyjától az angusi grófságot is megörökölte. Ezzel kezdetét vette a Douglas család felosztása. Archibald the Grim lett a főág feje, ők voltak a „Fekete” (Black) Douglasek. George Douglas pedig a „Vörös” (Red) Douglas-ág megalapítója lett.
1397-ben George Douglas feleségül vette Maryt, III. Róbert lányát, ezzel összekapcsolta a „Vörös” Douglas-ágat a királyi Stewart-házzal. 1425-től 1433-ig Isabellát Lennox grófnőjét, a kivégzett Murdoch Stewart herceg özvegyét őrizték Tantallonban. 1429-ben a király egy másik ellenfele, Alexander of Islay került tantalloni felügyelet alá és csak I. Jakab királlyal való két évvel későbbi kibékülése után szabadult. James Douglas, Angus 3. grófja hivatalos rezidenciájává tette Tantallont. Innen járt fosztogatni a „Fekete” Douglasek abercorni földjeit. Megtorlásul aztán 1446-ban, néhány hónappal halála előtt, vagyonelkobzásra ítélték. 1452-ben II. Jakab Tantallont George Douglasnek, Angus 4. grófjának, a harmadik gróf testvérének adományozta, aki 1455 májusában a királyi csapatokat vezette a „Fekete” Douglasek elleni győztes, arkinholmi csatában.
Archibald Douglas, az ötödik gróf 1482-ben a király ellen támadt. 1490. körül egy hazaáruló összeesküvést főzött ki VII. Henrik angol királlyal IV. Jakab skót király ellen. 1491. október 11-én IV. Jakab íjakkal és kezdetleges lőfegyverekkel megostromolta Tantallon várát. A gróf végül behódolt, a vár nem szenvedett különösebb károkat, a pártütő pedig 1493-ban már a skót lordkancellári címet viselte.

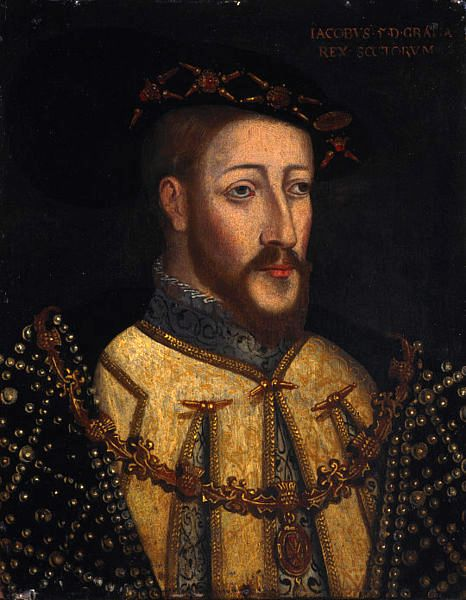
V. Jakab skót király, aki 1528-ban sikeresen ostromolta Tantallont

### A XVI. század
1514-ben Archibald Douglas, Angus 6. grófja feleségül vette IV. Jakab özvegyét, Tudor Margitot, VII.Henrik lányát, aki csecsemő fia V. Jakab után Skócia régense volt. A pár sikertelenül próbálkozott azzal, hogy egy polgárháború kirobbantása árán Anglia királyává tegye a gyermeket. A régensi cím átszállt John Stewartra, Albany hercegére, aki 1515-ben birtokba vette Tantallont is. Igaz, a következő évben Angus grófja a békekötésért cserébe visszakapta az erősséget.
VIII. Henrik angol király támogatásával a gróf 1525-ben egy látszólagos államcsínyt hajtott végre, őrizetbe helyezve az ifjú királyt, magát pedig lordkancellárrá emelve. 1528-ban azonban a 16 éves V. Jakab megszökött és csatlakozott a Stirling várában lévő anyjához. A grófot jogfosztottá nyilvánította és a Spey folyótól északra száműzte. Douglas azonban ehelyett Tantallonba vonult vissza, majd Angliába távozott. A várat a király vette birtokába, azonban a gróf visszatért és újra megerősítette Tantallont. 1528. október 23-án Jakab király megostromolta a várat. Az erődítményt 20 napon át ágyúzták, azonban a mély külső árok miatt a király fegyverei nem tudtak olyan közel jutni a falakhoz, hogy végzetes sérüléseket okozzanak. A király felhagyott az ostrommal és visszatért Edinburgh-ba, Douglas pedig egy váratlan ellentámadással megkaparintotta a királyi tüzérséget. 1529 májusában a gróf Angliába menekült, Jakabra hagyva a várat. Tantallon V. Jakab 1542-ben bekövetkezett haláláig királyi erősség maradt, ekkor Douglas visszatért és ismét birtokba vette.
Az ostrom alatt elszenvedett sérülések helyrehozása érdekében a király elrendelte a vár újjáépítését és megerősítését. Oliver Sinclairt nevezték ki kapitánnyá és az 1537 és 1539 közötti időszakról fennmaradt feljegyzések szerint George Sempill volt a kőművesmester, aki John Skrymgeour, a királyi főépítész irányításával végezte a munkát. A kaputorony elülső oldalát újjáépítették, a keleti tornyot pedig megerősítették. A torony szárazföld felé eső falaiba több nagy lőrést ütöttek az ágyuk számára és a függönyfalat lőrésekkel csipkézett mellvéddel látták el.
Mivel Douglas 1542-es visszatérte után is kapcsolatban maradt VIII. Henrikkel, ezért átengedte Anglia skóciai nagykövete Sir Ralph Sadler részére Tantallont, míg az tárgyalások útján megkísérelte összehozni Stuart Mária és Eduárd walesi herceg házasságát 1542–43-ban. Mikor Edward Seymour, Somerset hercege az 1544-es, „durva udvarlás”-nak nevezett háború során betört Skóciába a vár – köszönhetően a gróf angol szimpátiájának – az angol csapatok kezére került. Douglast ezt követően Blackness várába zárták, ahol jó útra tért és átállt a skótók oldalára. Tantallon tüzéreit 1548 augusztusában megjutalmazták, miután tűz alá vettek egy angol hajót a Firth of Forth öbölben zajló csata során.
Douglas 1557 januárjában halt meg Tantallonban, a vár ezt követően a régenskirálynő, Mary of Guise birtokába került. Ő átadta Tantallont Craigmillar vára urának és a következő évben helyreállítási munkák folytak. 1558-ban George Drummond of Blair volt várkapitány, hét lovas és 22 gyalogos katonának parancsolva. 1565-ben James Douglas, Morton 4. grófja volt a parancsnok, unokaöccse a fiatal Archibald Douglas nevében. A következő évben azonban Mária királynő átadta a kapitányságot Robert Laudernek és azonos nevű fiának. Mária maga is ellátogatott a várba 1566 novemberében.

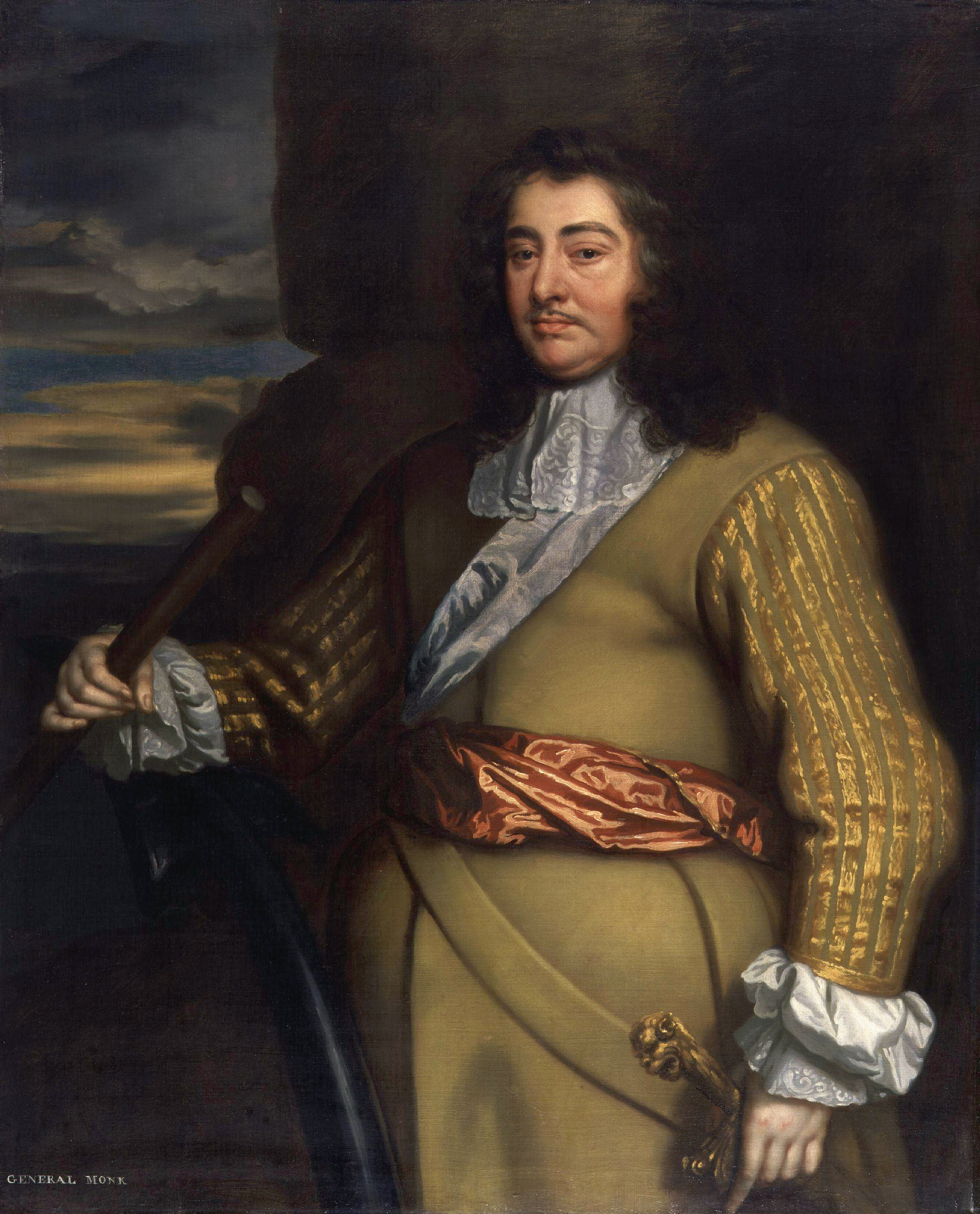
Monck tábornok, aki 1651-ben vette be Tantallont.

### XVII. század
Egy rövid ideig tartó békés periódus után 1639-ben Tantallon ismét harci cselekmények szinhelye lett a „püspökháborúk” alkalmával. A Douglas család a skót reformációt követően is katolikus maradt, magára vonva ezzel a presbiteriánusok haragját, akik szembe helyezkedtek I. Károly angol királynak a skót egyház működését gátolni akaró szándékaival. A reformált egyház hívei 1639-ben – mialatt William Douglas, az újonnan kreált „Douglas őrgrófja” cím első birtokosa Edinburgh-ban tartózkodott – elfoglalták Tantallont.
1650-ben, a harmadik angol polgárháború során Oliver Cromwell parlamentárius erői betörtek Skóciába és az 1650-es dunbari csatában kivívott győzelmüket követően ellenőrzésük alá vonták az ország déli részét. 1651 februárjában Cromwell egyik egységét megtámadta egy kis csoport Tantallonban állomásozó királypárti. Ez az Alexander Seton, Kingston vikomtja által vezetett csapat mindössze 91 főt számlált. Cromwell megtorlásul egy többezres sereget küldött a vár ellen Monck tábornok vezetésével, Skóciában állomásozó tüzérsége nagy részének támogatásával. Setont az ostrom alatt emelte nemesi rangra II. Károly. 20 napos ágyuzás után sikerült rést ütni a Douglas-tornyon. A védők kénytelenek voltak megadni magukat, de csak azt követően, hogy hősiességük elismeréseként kegyelmet ajánlottak nekik. Az ostrom után Tantallon romokban hevert és soha többé nem állították helyre.

### Későbbi történelem
James Douglas, Douglas 2. őrgrófja, Angus 12. grófja – az apja és saját maga által felhalmozott szerencsejáték-adósság miatt – arra kényszerült, hogy konszolidálja vagyonát. Mivel Tantallon romjai nem biztosítottak megfelelő jövedelmet, ezért 1699-ben eladta a várat Sir Hew Dalrymple-nek, North Berwick, a Nort Berwick-i báróság, továbbá Bass, Fidra és egyéb környékbeli települések és birtokok urának. Dalrymple nem akadályozta meg a vár további pusztulását, sőt hagyta, hogy egyfajta kőbányának használják. Sir Walter Scott hosszan ír a várról 1808-as, Marmion című poémájában. 1924-ben Dalrymple leszármazottja átadta a várat az angol kormánynak. Jelenleg a Historic Scotland kezelésében van.

## Fordítás
Ez a szócikk részben vagy egészben  a   Tantallon Castle című angol Wikipédia-szócikk ezen változatának fordításán alapul.  Az eredeti cikk szerkesztőit annak laptörténete sorolja fel. Ez a jelzés csupán a megfogalmazás eredetét és a szerzői jogokat jelzi, nem szolgál a cikkben szereplő információk forrásmegjelöléseként.